# Bucksport (Maine)
Pour les articles homonymes, voir Bucksport.
Bucksport est une ville historique du Comté de Hancock, dans l'État du Maine, aux États-Unis. La ville comptait 4 944 habitants en 2020. Bucksport traverse l'estuaire du Penobscot.

## Géographie
Selon le Bureau du recensement des États-Unis, la ville détint une superficie globale de 146,41 km2, dont 133,49 km2 (91 %) est composé de terre et 12,92 km2 (8 %) est composé d'eau. Située à la tête de la Baie de Penobscot, Bucksport est drainé par le Penobscot. Il comprend le Silver Lake (Lac argenté), un site de pêche et d'observation ornithologique. La ville est traversée par la U.S. Route 1 ainsi que par les routes nationales 3, 15 et 46. Elle borde les villes d'Orrington et Holden au nord, Dedham et Orland à l'est, et (séparé par le Penobscot) Verona Island au sud, ainsi que Prospect, Frankfort et Winterport à l'ouest.

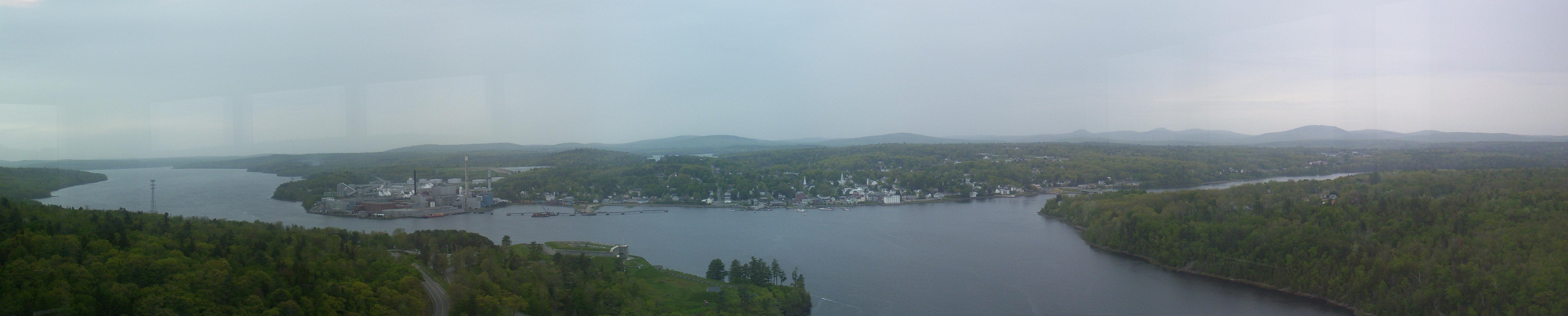
Vue panoramique

## Histoire
Les premiers habitants de Bucksport furent une civilisation précolombienne indigène vieille de 5 000 ans, que l'on nommera l'Archaïque maritime. Ils étaient considérés comme étant une civilisation de pêche autochtone très avancée qui enterraient la peinture rouge dans leurs tombeaux avec des outils en pierre et des armes. Les premières fouilles archéologiques dans l'État du Maine, sinon l'Amérique entière, furent établies par le Professeur Charles Willoughby en 1891 à Indian Point, sur un site où est désormais érigée la centrale nucléaire. 
Autrefois terre des Tarantines (désormais appelés Pentagouets) issus des Autochtones d'Amérique Abénaquis, il s'agissait de l'une des six villes reconnues par la Cour générale du Massachusetts au diacre David Marsh de Haverhill (Massachusetts) et 351 autres. Le colonel Jonathan Buck ainsi qu'un nombre de bénéficiaires arrivèrent en 1762 afin de faire le levé de terrain puis retourner à Haverhill. En juin 1763, Buck revint pour installer définitivement ce qu'on appelait Colonie no 1 et construisit une scierie sur Mill Creek, ainsi qu'une maison et une boutique. En 1775, la colonie comptait 21 familles. La légende raconte que Buck aurait brûlé sa maîtresse pour qu'elle devienne une sorcière, et qu'elle promis de revenir et chercher la vengeance dans la ville. On croit que son pied et sa jambe apparaissent sur sa pierre tombale, réapparaissant à chaque fois que celle-ci est déplacée,.
Pendant la Guerre d'indépendance des États-Unis, le militaire britannique fit bâtir le Fort George à Castine. Le 14 avril 1779, le bastion devint le site d'une défaite majeure de l'United States Navy appelée Expédition de Penobscot. Le lendemain, alors que la plupart de la Colonie no 1 avait déserté, le sloop de la Royal Navy de 16 canons HMS Nautilus ancré au port. Son équipage brûla la ville, épargnant seulement les habitants restants jurant fidélité à la Couronne. Mais suivant le traité de paix de 1783, la ville fût à nouveau établie et appelée Colonie de Buckstown (ville de Buck) après sa fondation.  Constituée le 27 juin 1792, en tant que Buckstown, elle fût renommée Bucksport en 1817. La ville fût occupée par les britanniques pendant la Guerre anglo-américaine de 1812.
Bucksport est également connue pour ses histoires étranges et fantastiques. Le soir du 13 octobre 1876, un triple homicide eut lieu, laissant un vieil homme, Robert Trim, sa fille Melissa Thayer âgée de 32 ans, ainsi que la fille de Melissa, Josie, âgée de 4 ans, assassinés, et la ferme familiale incendiée. Les autorités ont arrêté un capitaine malgré le manque de témoins, de preuve ou de mobile, et son procès était l'un des plus importants que le Maine avait jamais vus. Le capitaine fût déclaré coupable et condamné à vie dans la prison de Thomaston.
En 1898, un autre crime notoire eut lieu. Une femme nommée Sarah Ware fût portée disparue le soir du 17 septembre. Son corps décapité et décomposé fût découvert par une équipe de recherche deux semaines plus tard. Un homme dénommé William Treworgy fput finalement jugé pour meurtre mais fût acquitté, et l'affaire ne fût jamais résolue.
La ville de Bucksport est représentée dans la série Dark Shadows, diffusée dans les années 1960 sur la chaîne de télévision américaine ABC.
Le terrain de la ville est irrégulier, déchiré par des étangs et des ruisseaux. Les fermiers cultivèrent du foin et des pommes de terre. La construction navale, en revanche, deviendrait la principale activité. Beaucoup travaillèrent à la pêcherie, naviguant vers les Grands Bancs de Terre-Neuve pour leur prise. D'autres industries produisirent du bois d'œuvre, des pompes, des blocs, des bondes, des cales et des roues, des bateaux, des tonneaux, des voitures hippomobiles, du cuir, des bottes et des chaussures, ainsi que de la maçonnerie.
En 1930 ouvrit le Bucksport Mill, une papeterie avec deux machines qui produisirent 300 tonnes de papier journal par jour. Jusqu'en 2014, elle fût successivement détenue par Time, St. Regis Paper Company, Champion International, International Paper, et Verso Paper. Elle tint 4 machines avec une capacité d'imprimer 482 000 tonnes chaque année. Le 1er octobre 2014, Verso annonça qu'elle fermerait la papeterie, la fermeture prit effet le 1er décembre, renvoyant 570 employés.

Le 22 février 2018, la Whole Oceans Aquaculture annonça son intention de racheter le site de l'ancienne papeterie de Verso Paper, et la convertit en un établissement de système d'aquaculture en recirculation pour la production terrestre de saumon atlantique. L'installation devrait coûter 75 millions de dollars au départ et représenter jusqu'à 250 millions de dollars d'investissement dans la région. Jusqu'à 200 travailleurs à temps plein devraient être employés. Whole Oceans prévoit de commencer les travaux à l'automne 2018 et atteindre une capacité de 25 000 tonnes de saumon d'ici une quinzaine d'années.

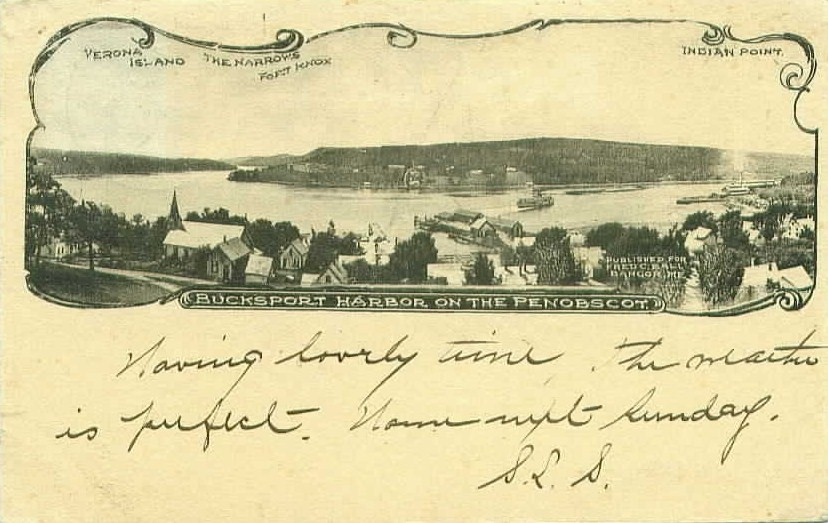
Le port en 1905
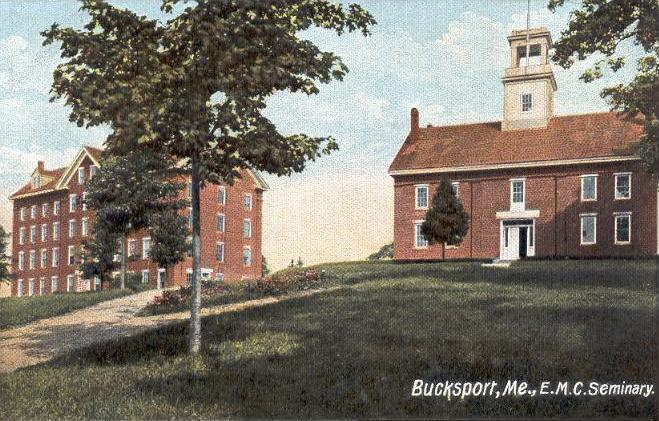
Le séminaire vers 1907
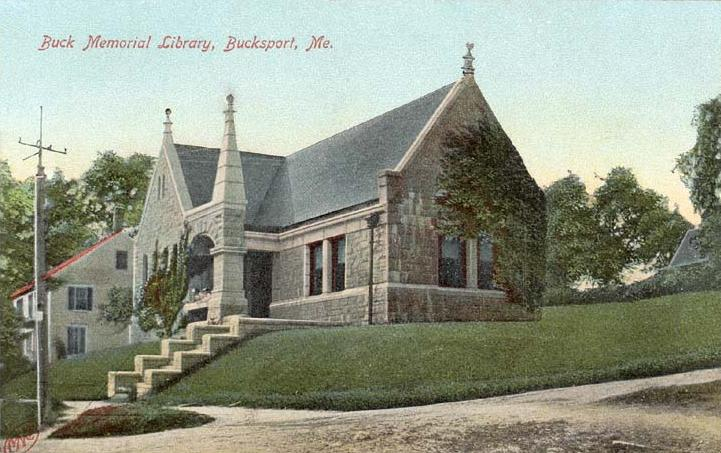
La Bibliothèque vers 1908
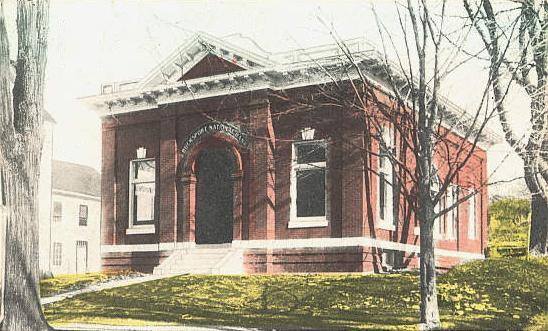
La banque vers 1910

## Personnalités liées à Bucksport
- Carl Darling Buck, philologue
- Dustin Farnum, acteur
- William Farnum, acteur